# The Cure for Insomnia
The Cure for Insomnia, dirigida per John Henry Timmis IV, és la pel·lícula més llarga del món, segons el Llibre Guinness de Rècords. Presentada el 1987, el film dura 87 hores. La trama consisteix en el fet que L.D. Groban llegeix poesia durant quatre dies, amb petits talls de heavy metal i cinema X.
Es va poder veure per primera vegada a l'Institut d'Art de Chicago del 31 de gener al 3 de febrer de 1987. No se sap si la pel·lícula s'ha tornat a projectar des de llavors. Considerant que un DVD normal només pot emmagatzemar 4 hores, The Cure for Insomnia ocuparia 22 discs.
El film es va mostrar sencer en vídeo. El propòsit original era reprogramar el cervell de les persones que patien insomni. A causa d'aquests dos punts, hi ha un debat obert sobre si The Cure for Insomnia pot ser considerat o no la pel·lícula més llarga del món.